# Cokkie Feith-Hooijer
C.F. (Cokkie) Feith-Hooijer (ca. 1943) is een Nederlands politicus van de VVD.
Ze is afgestudeerd in de rechten en was advocate in Purmerend voor ze medio 1989 benoemd werd tot burgemeester van Leersum. Ze was de opvolgster van Fred de Graaf die kort daarvoor burgemeester van Vught was geworden. Voor haar benoeming had ze al een 18-jarige ambtelijke loopbaan achter de rug en bovendien was ze toen al enkele jaren VVD-fractievoorzitter in de Purmerendse gemeenteraad. Ze bleef burgemeester van Leersum tot die gemeente op 1 januari 2006 opging in de nieuwe gemeente Utrechtse Heuvelrug waarmee haar functie kwam te vervallen.